# Cox-Klemin XA-1

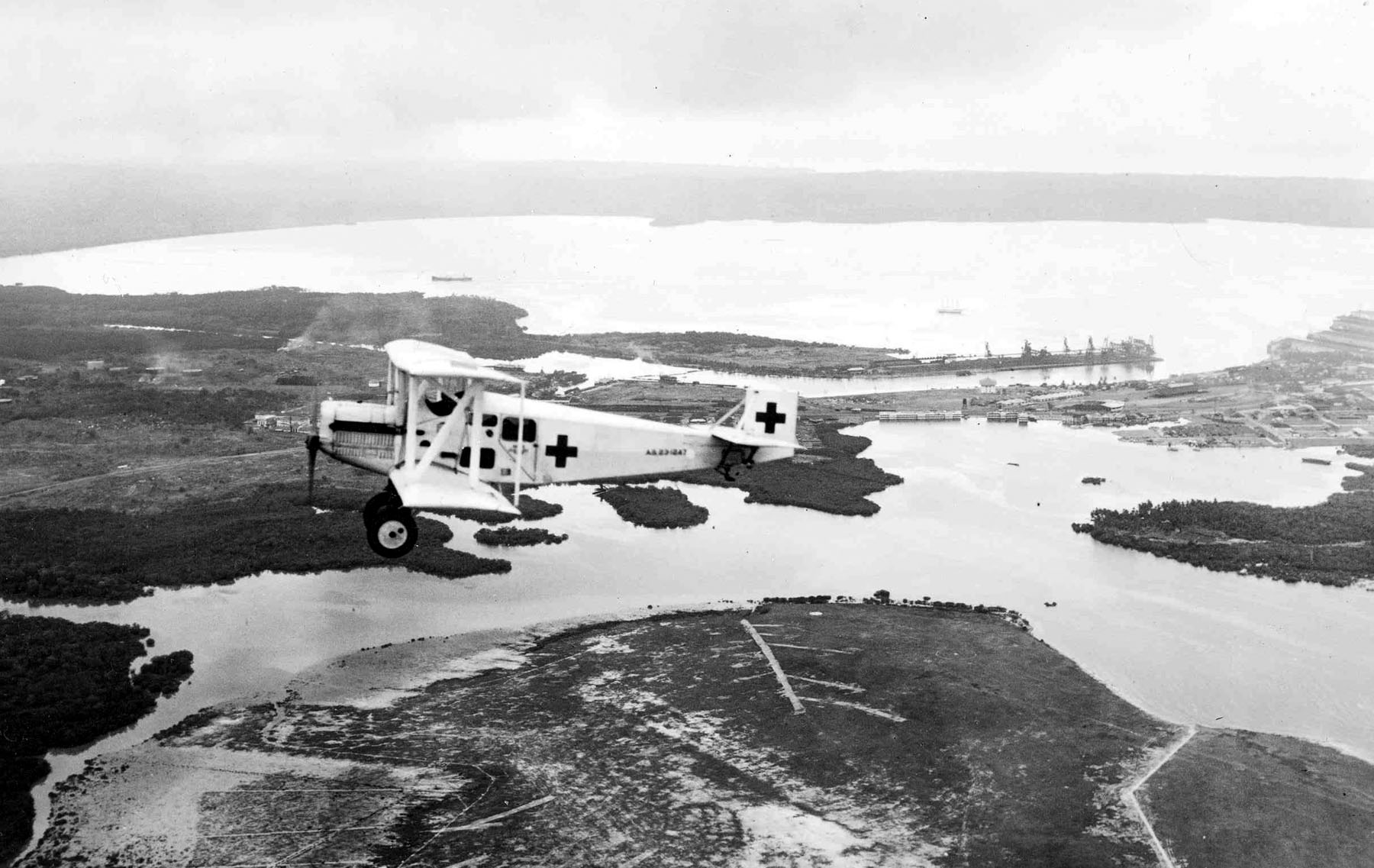
Cox-Klemin XA-1

Cox-Klemin XA-1 – amerykański samolot sanitarny zaprojektowany dla United States Army Air Service (USAAS) w fabryce lotniczej Cox-Klemin Aircraft Corporation w latach 20. XX wieku. XA-1 był dwupłatem o konstrukcji klasycznej. Był to jeden z dwóch samolotów sanitarnych USAAS, noszących oznaczenie „A” w znaczeniu ambulance („karetka”), które w późniejszym czasie nosiły samoloty szturmowe (attack). Zbudowano tylko dwa egzemplarze tego samolotu.

## Historia
XA-1 został zaprojektowany, aby zastąpić w roli karetek powietrznych używane przez USAAS w tej roli zmodyfikowane samoloty de Havilland DH.4. Był to pierwszy samolot Amerykańskich Sił Powietrznych zaprojektowany specjalnie do tej roli. Zbudowano tylko dwa egzemplarze tego samolotu, jeden z nich używany był w Strefie Kanału Panamskiego. W 1927 jeden z samolotów brał udział w ewakuacji osób poszkodowanych przez tornado, które przeszło przez miejscowość Rocksprings.

## Opis konstrukcji
Cox-Klemin XA-1 był jednosilnikowym dwupłatem o konstrukcji klasycznej z podwoziem stałym. Pilot samolotu znajdował się w otwartym kokpicie, za kokpitem znajdowała się zamknięta kabina na dwa nosze (niektóre źródła podają, że załogę samolotu stanowiły dwie osoby, nie precyzując roli drugiego członka załogi, być może był to przewożony w zamkniętej kabinie lekarz lub sanitariusz).
Napęd samolotu stanowił silnik rzędowy typu Liberty L-12 o mocy 420 KM.